# Cecropia
Cecropia és un gènere dedicat a la figura mitològica grega Cècrops; comprèn unes 65 espècies d'arbres dioics que es troben en Centreamèrica i Sud-amèrica. Anteriorment aquest gènere s'havia classificat en la família Moraceae, però estudis genètics ho van trobar més relacionat amb la família Urticaceae, mentre que diversos experts prefereixen catalogues en una família pròpia, Cecropiaceae, juntament amb el gènere Coussapoa.
Aquests arbres solen denominar-se ambaibo, guarumo, yagrumo o yarumo.
Les tiges són buides i tapiades en els nusos i d'ells es desprenen arrels zancudes. Contenen un làtex tòxic i en els seus ambients natius formen aliances amb les formigues (mirmecofilia). Les fulles són alternes, compostes i disposades en espiral; els indígenes sud-americans les utilitzen tradicionalment per a incinerarles i produir una calç que barregen amb les fulles de coca abans de mastegar-les. Són utilitzats com com ornamentales a Europa.

## Taxonomia
- Cecropia adenopus
- Cecropia angustifolia
- Cecropia glaziovii
- Cecropia hololeucan
- Cecropia insignis
- Cecropia multiflora
- Cecropia obtusifolia
- Cecropia pachystachya
- Cecropia peltata
- Cecropia polyphlebia
- Cecropia sciadophylla
- Cecropia telealba
- Cecropia telenitida
- Cecropia tubulosa
- Cecropia utcubambana